# Germama
Germama ili Kasam rijeka je u Etiopiji, lijevi i najveći pritok rijeke Avaš. Ime rijeke Germama afarska je riječ, a znači buran ili energičan.
Germama je za sušnog razdoblja vrlo mala rijeka, gotovo presuši, ali za vrijeme kišne sezone postaje bučna nezaustavljiva bujica. Izvire istočno od Adis Abebe na planini Koremaš, zatim teče istočno prema gradu Avašu i prolazi nekoliko kilometara sjevernije uz granice Nacionalnog parka Avaš. Dolina Germame bila je mjesto povijesne etiopske pokrajine Šoa.
Etiopsko ministarstvo voda započelo je 2005. izgradnju brane na rijeci Germama, ona bi trebala omogućiti navodnjavanje 15.000 ha zemlje duž rijeke između naselja Tendaho i Kesem. U prosincu 2008. godine 98 % radova na brani Germama bilo je dovršeno.